# Trochoideus
Trochoideus es un género de coleópteros de la familia Endomychidae de distribución pantropical. Cuenta con 19 especies descritas.

## Especies
Las especies de este género son:
- Trochoideus americanus Buquet, 1840
- Trochoideus bicolor Csiki, 1909
- Trochoideus boliviensis Strohecker, 1978
- Trochoideus coeloantennatus Strohecker, 1943
- Trochoideus cruciatus (Dalman, 1825)
- Trochoideus dalmani Westwood, 1838
- Trochoideus desjardinsi Guérin-Ménèville, 1838
- Trochoideus feae Gorham, 1896
- Trochoideus globulicornis Joly & Bordon, 1996
- Trochoideus masoni Strohecker, 1978
- Trochoideus mexicanus Strohecker, 1978
- Trochoideus microphthalmus Wasmann, 1922
- Trochoideus minutus Csiki, 1909
- Trochoideus mirabilis Strohecker, 1958
- Trochoideus oberthuri Wasmann, 1897
- Trochoideus peruvianus Kirsch, 1876
- Trochoideus sansibaricus Kolbe, 1897
- Trochoideus tonkineus Strohecker, 1980
- Trochoideus venezuelensis Joly & Bordon, 1996
- Trochoideus wasmanni Strohecker, 1960